# Ormenophlebia imperatrix
Ormenophlebia imperatrix – gatunek ważki z rodziny świteziankowatych (Calopterygidae).